# Надя Тодорова (оперна певица)
Надя Тодорова Недялкова е българска оперна певица.

## Биография
Родена е през 1910 г. в Кюстендил. Завършва Музикалната академия в София. От 1932 г. работи в Народната опера. Специализира пеене във Виена и сценични упражнения в Залцбург. Член е на Съюза на артистите и театралните служители, Съюза на композиторите, музиколозите и концертиращите артисти и Националния комитет за защита на мира. Умира през 1976 г. в София.
Личният ѝ архив се съхранява във фонд 578К в Централен държавен архив. Той се състои от 123 архивни единици от периода 1908 – 1976 г.